# Knasterbax
Der Räuber Knasterbax ist eine Buchfigur von Werner Schrader. Er ist vor vielen Jahren durch ein Riesenfeuer und eine gewaltige Schießerei aus dem Hause seiner Eltern vertrieben worden. Auf seiner Flucht hat sein Anzug Löcher und Risse bekommen und er ist so weit gelaufen, dass er dort, wo er zur Ruhe kam, die Sprache der Leute nicht mehr verstanden hat. Aufgrund seiner Kleidung und seiner fremden Sprache hat ihm niemand etwas zu essen gegeben, so dass Knasterbax zum Räuber wurde, um nicht zu verhungern. 
In seiner neuen Heimat hatte der Räuber Knasterbax einen Doppelgänger, der war ihm so ähnlich, als wäre er sein Zwillingsbruder. Dieser Doppelgänger war der Schutzmann Siebenschütz, der als Polizist für den Räuber eine ständige Gefahr darstellt.

## Räubergeschichte einmal anders
Im Gegensatz zu den deutlich bekannteren Geschichten vom Räuber Hotzenplotz von Otfried Preußler, spielt in den Räuber-Geschichten von Werner Schrader Knasterbax eine positive Figur, die wider Willen anfängt sich ihre Nahrung zusammenzurauben. Allerdings klaut er niemals mehr als für eine Mahlzeit nötig ist. Werner Schrader spielt in den Geschichten mit der äußerlichen Ähnlichkeit der beiden Hauptakteure, die gleichzeitig beruflich nicht unähnlicher sein könnten. So muss Knasterbax zwischenzeitlich auch Polizist spielen, was ihm zwar manche Sympathie und auch beruflichen Erfolg einbringt, aber doch auf Dauer zu anstrengend erscheint.

## Bücher mit Räuber Knasterbax
- Knasterbax und Siebenschütz (ISBN 3929017520)
- Knasterbax als Burggespenst (ISBN 3929017539)